# Хуан Еверардо Нітхард
Хуан Еверардо Нітхард (нім. Johann Eberhard Neidhardt, ісп. Juan Everardo Nithard; 8 грудня 1607, Фалькенштейн — 1 лютого 1681, Рим) — австрійський єзуїт і кардинал на іспанській службі.

## Біографія
У 1631 р. вступив до ордену єзуїтів у Відні. Він став професором філософії, канонічного права та етики в університеті Граца. Духовний провідник австрійської герцогині Маріанни, яка в 1649 році вийшла заміж за короля Іспанії Філіпа IV. Великий інквізитор Іспанії та член Іспанської регентської ради з 1666 по 1669 рік, потім іспанський посол у Римі. У 1671 році Папа Климент Х призначив його титулярним архієпископом Едеси, а роком пізніше кардиналом із титулом пресвітера Сан-Бартоломео-аль-Ізола. Брав участь у конклаві 1676 року.
Помер у своїй римській резиденції у віці 73 років.